# ميتسوبيشي للصناعات الثقيلة
ميتسوبيشي للصناعات الثقيلة المحدودة (باليابانية: 三菱重工業株式会社 ميتسوبيشي جوكوغيو كابوشكي كايشا) ويطلق عليها اختصارا اسم MHI هي إحدى الشركات الرئيسية لمجموعة ميتسوبيشي. هي شركة يابانية متعددة الجنسيات، تنتج المعدات الكهربائية، والإلكترونيات ومقرها في طوكيو، اليابان.
وتشمل منتجات شركة ميتسوبيشي للصناعات الثقيلة مكونات الطيران، ومكيفات الهواء، والطائرات، ومكونات السيارات، وشاحنات رافعة شوكية، والمعدات الهيدروليكية، وأدوات الآلات، والصواريخ، ومعدات توليد الطاقة، والسفن، ومركبات الإطلاق الفضائية. من خلال أنشطتها الدفاعية ذات الصلة، هي أكبر 23 مقاول دفاع في العالم تقاس إيرادات عام 2011 الدفاع، وأكبر مقرها في اليابان.
شركة ميتسوبيشي للصناعات الثقيلة هي واحدة من الشركات الأساسية لمجموعة ميتسوبيشي.

## تاريخ
في عام 1870 استأجر ياتارو إيواساكي مؤسس ميتسوبيشي حوض بناء السفن في ناغازاكي المملوك للحكومة، واسماه حوض ناغازاكي لبناء السفن والماكينات. وبدأت أعمال بناء السفن على نطاق كامل. هذه الأعمال لبناء السفن تطورت لتصبح شركة ميتسوبيشي لبناء السفن المحدودة، والتي أصبحت شركة ميتسوبيشي للصناعات الثقيلة المحدودة في عام 1934. وكان هذه أكبر شركة خاصة في اليابان، لتصنيع السفن والآلات الثقيلة والطائرات والسيارات والسكك الحديدية. بعد نهاية الحرب العالمية الثانية وتفكك زايباتسو، قسمت ميتسوبيشي للصناعات الثقيلة إلى ثلاثة كيانات: غرب اليابان للصناعات الثقيلة المحدودة، ومركز اليابان للصناعات الثقيلة، وشركة شرق اليابان للصناعات الثقيلة، وأعيد توحيدها في عام 1964 حيثن ولدت من جديد شركة ميتسوبيشي للصناعات الثقيلة المحدودة.

## الصناعات
- توربينات الرياح
- بناء السفن
- طاقة
- الدفاع
- الفضاء